# 皮亞特拉尼亞姆茨恰赫勒烏足球俱樂部
皮亞特拉尼亞姆茨恰赫勒烏足球俱樂部（Fotbal Club Ceahlăul Piatra Neamţ）是羅馬尼亞的一家足球俱樂部，主場位於皮亞特拉尼亞姆茨。球隊參加羅馬尼亞足球甲級聯賽的賽事。

## 外部連結
- Official website of the FC Ceahlăul （罗马尼亚文）